# Kemetic Orthodoxy

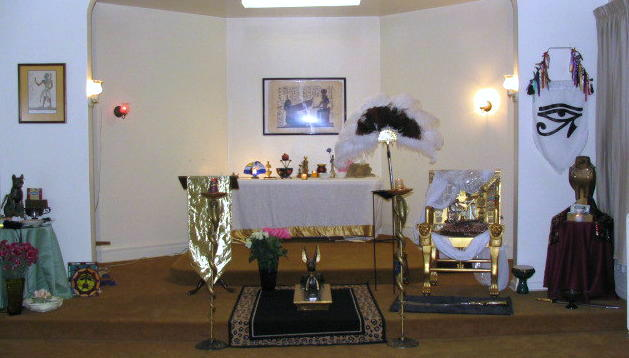
Svatyně organizace Kemetic Orthodoxy

Kemetic Orthodoxy (KO) je jednou z největších kemetistických organizací. Sdružuje členy z různých států a podle vlastní charakteristiky se pokouší o co nejpřesnější navázání na staroegyptské náboženské tradice a na jejich obnovu. Zcela v tomto duchu v jejím čele stojí autorita užívající tituly a další atributy faraona. Na druhou stranu je třeba poznamenat, že právě v tomto hnutí se v největší míře projevuje odklon od tradicionalistického (tedy staroegyptskému nejbližšího) pojetí boha/bohů.

Anch, symbol kemetismu

Centrum této organizace se nachází v městě Chicago, kde byla tato společnost počátkem osmdesátých let dvacátého století založena.

## Faraon
V čele KO stojí její zakladatelka Tamara L. Siuda, která od roku 1988 používá titul Nisut (tj. „král“, odvozený od titulu nisut-bitej jako součásti egyptské královské titulatury) a v roce 1996 byla na území dnešního Egypta korunována. Jako své egyptské jméno používá jméno „Hekatawy I.“ a bývá členy KO označována jako „Její Svatost“ (Her Holiness). Na rozdíl od starověkých faraonů však ve své titulatuře není označována za božstvo či ztělesnění božstva, nýbrž za vtělení královského Ka.